# Over....
Over....は、日本のヴィジュアル系ロックバンド12012のインディーズ8thシングル。2006年11月15日にリリース。

## 作品情報
- 「PISTOL」「罠」と続いた3か月連続リリースの第3弾で、「PISTOL」～「罠」と紡がれてきた物語の完結編にあたる。
- 12012のインディーズ時代の最後のマキシシングル。

## 収録内容
1. Over.... （作詞：W.Miyawaki 作曲：T.Enya）
前作「罠」の中でsixと呼ばれる人物によって罠にかけられ、警察に牢獄されていた「少年」のそこから出獄した時の、世の中や自分自身へのどうしようもない苦しみや未来への希望を描いた曲。12012の中でも長尺のバラードであり、制作の際、塩谷朋之が原曲で乗せていたメロディーが素晴らしかったので、そのままそのメロディーの上に歌詞を書いていったというエピソードもある。
2. PAGE （作詞：W.Miyawaki 作曲：H.Sakai）

| スタブアイコン | サブスタブ | この項目は、まだ閲覧者の調べものの参照としては役立たない、シングルに関連した書きかけの項目です。この項目を加筆・訂正などしてくださる協力者を求めています（P:音楽/PJ:楽曲）。 |